# Чашкаял (Куженерський район)
Чашкая́л (рос. Чашкаял, марій. Чашкаял) — присілок у складі Куженерського району Марій Ел, Росія. Входить до складу Токтайбеляцького сільського поселення.

## Населення
Населення — 145 осіб (2010; 180 у 2002).
Національний склад (станом на 2002 рік):
- марійці — 99 %